# Tolnanémedi
Tolnanémedi là một thị trấn thuộc hạt Tolna, Hungary. Thị trấn này có diện tích 21,95 km², dân số năm 2010 là 1128 người, mật độ 51 người/km².